# Kolovratita
La kolovratita és un mineral de la classe dels fosfats. Rep el nom en honor de Lev Stanislovich Kolovrat-Chervinckii (1884-1921), físic i radiòleg rus del Laboratori Mineralògic de l'Acadèmia de Ciències de Rússia, qui va estudiar el dipòsit d'urani de Tyuya-Muyun, al Kirguizstan.

## Característiques
La kolovratita és un vanadat de fórmula química NixZny(VO₄)0,67(x+y)·nH₂O. La seva duresa a l'escala de Mohs es troba entre 2 i 3.
Segons la classificació de Nickel-Strunz, la kolovratita pertany a «08.CB - Fosfats sense anions addicionals, amb H₂O, només amb cations de mida mitjana, RO₄:H₂O = 1:1» juntament amb els següents minerals: serrabrancaïta, hureaulita, sainfeldita, vil·lyael·lenita, nyholmita, miguelromeroïta, fluckita, krautita, cobaltkoritnigita, koritnigita, yvonita, geminita, schubnelita, radovanita, kazakhstanita, irhtemita i burgessita.

## Formació i jaciments
Va ser descoberta al mont Kara-Chagyr, situada a la província de Batkén, al Kirguizstan. Molt a prop, encara al Kirguizstan, ha estat trobada al Uch-Kurgan, a la província d'Oix. També ha estat descrita al dipòsit d'urani i vanadi d'Agalyk, a la província de Samarcanda (Uzbekistan). Aquests tres indrets són els únics de tot el planeta on ha estat descrita aquesta espècie mineral.